# اورجونیکیدزه (اوکراین)
پوکروف (به روسی: Покров) شهری در استان دنیپروپتروفسک در کشور اوکراین واقع شده‌است. جمعیت این شهر ۳۸,۱۱۱ نفر (۲۰۲۱ تخمینی) است.

## نگارخانه

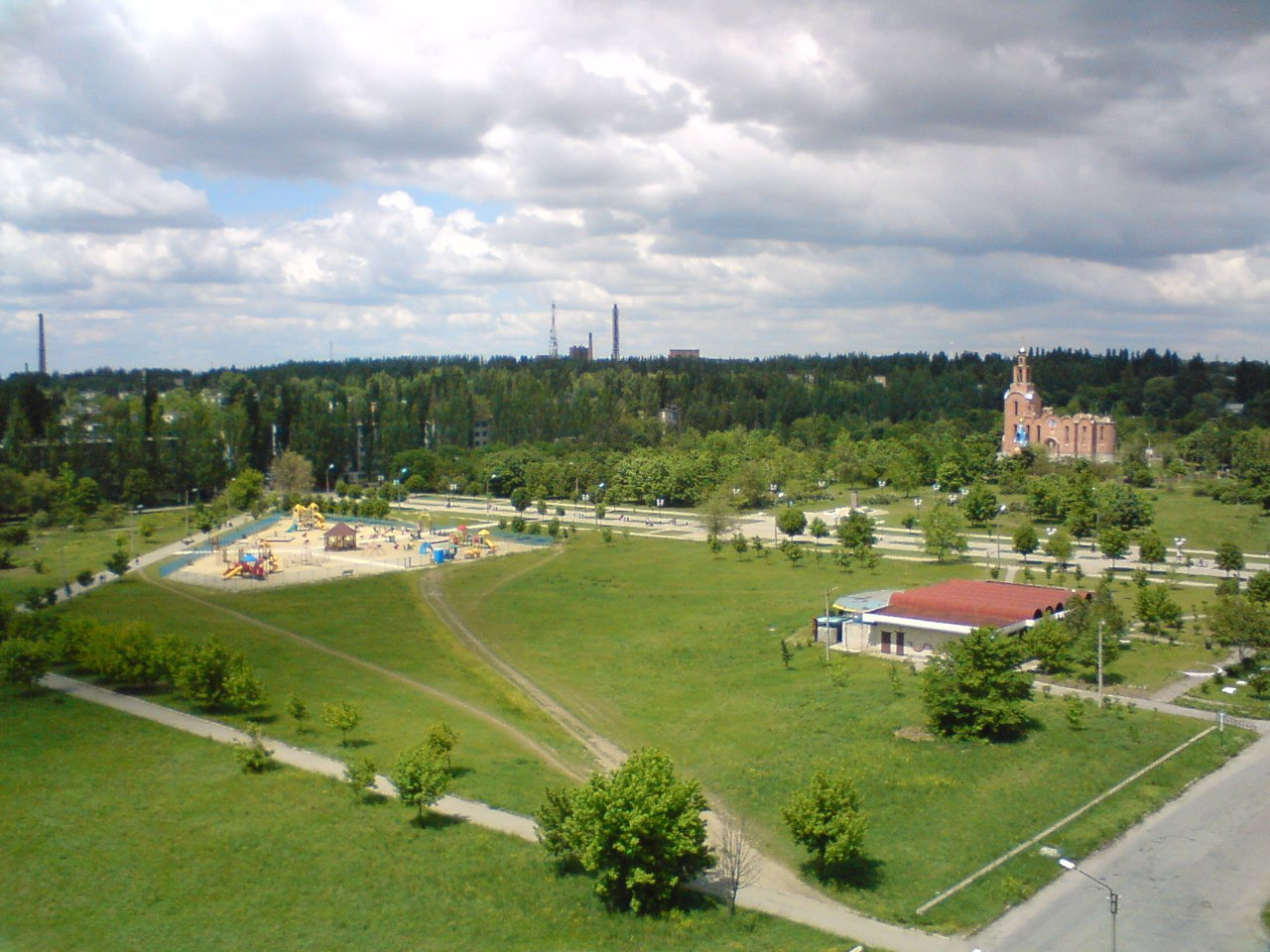
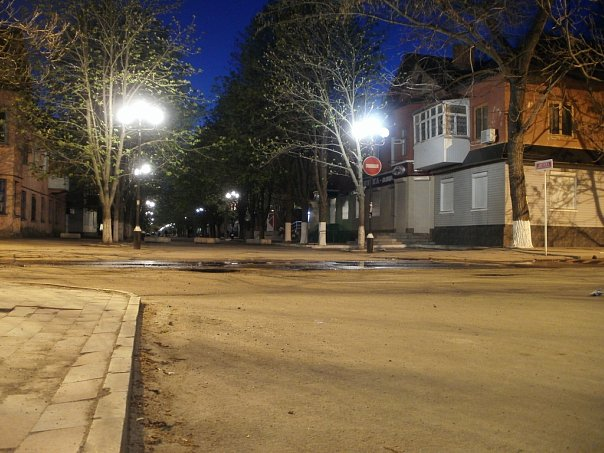
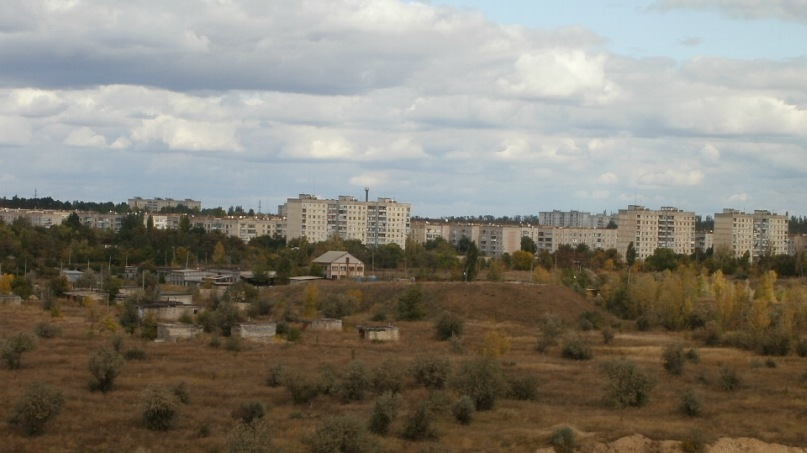